# 扎爾肯特

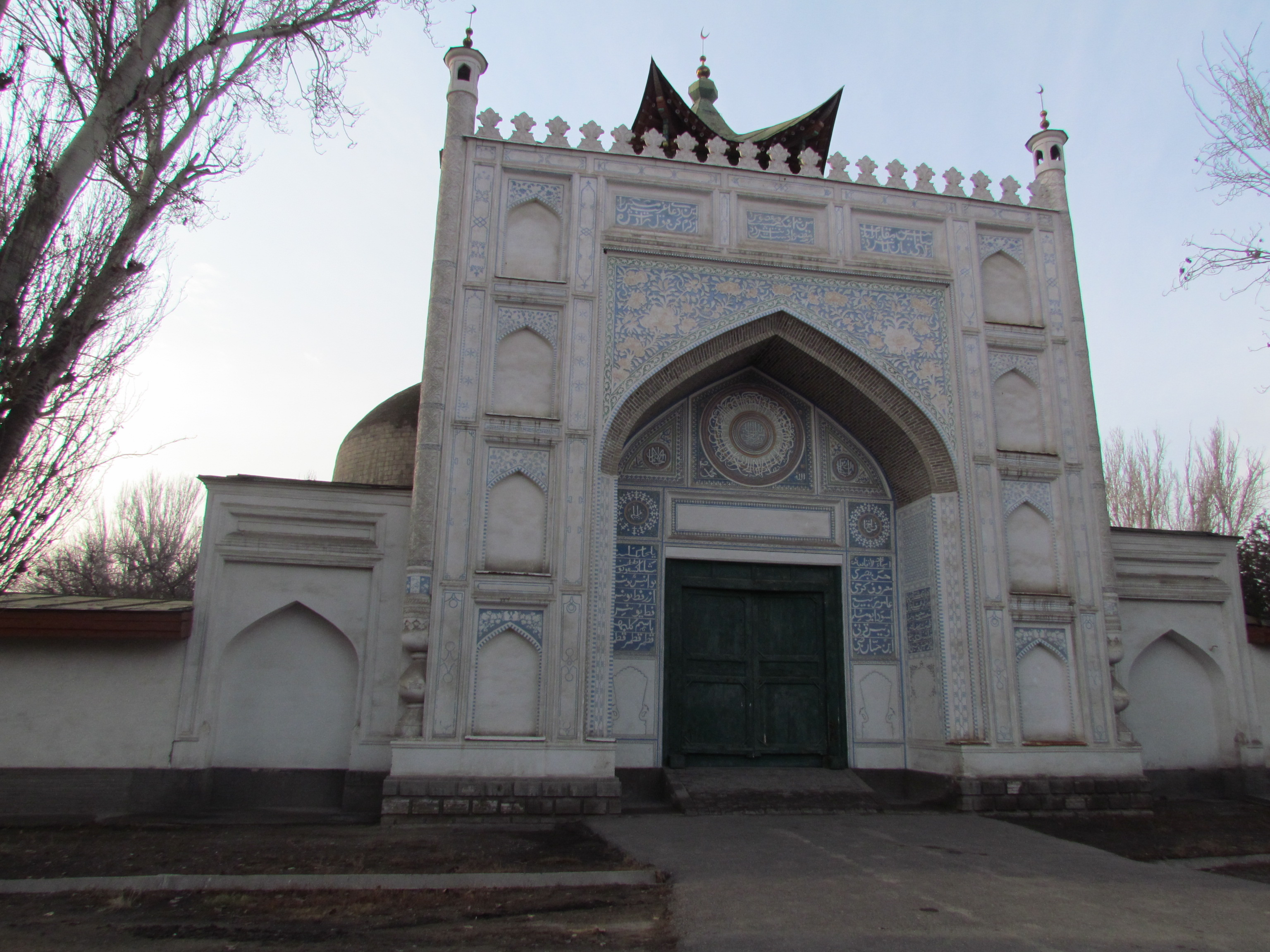
扎爾肯特當地的扎尔肯特清真寺

扎尔肯特是哈萨克斯坦杰特苏州潘非洛夫区的首府，距离中国边境29公里。人口为33350人（2009年人口普查）。依《中俄伊犁条约》割让给俄国，始建于1882年。1942年至1991年曾改名为潘非洛夫，以纪念二战英雄伊万·潘非洛夫。
该镇曾是清代索伦营卡伦，如今在那里还保留着吉里于孜、丘勒海、洪海等伊犁地名，镇上还有一座中国伊斯兰教建筑风格的扎尔肯特清真寺。